# Avenue du Maréchal-Fayolle
L’avenue du Maréchal-Fayolle est une voie du 16e arrondissement de Paris, en France.

## Situation et accès
Elle est située dans le quartier de la Porte-Dauphine. Elle débute place du Maréchal-de-Lattre-de-Tassigny et se termine avenue Louis-Barthou, et longe le boulevard périphérique à l'ouest.

## Origine du nom

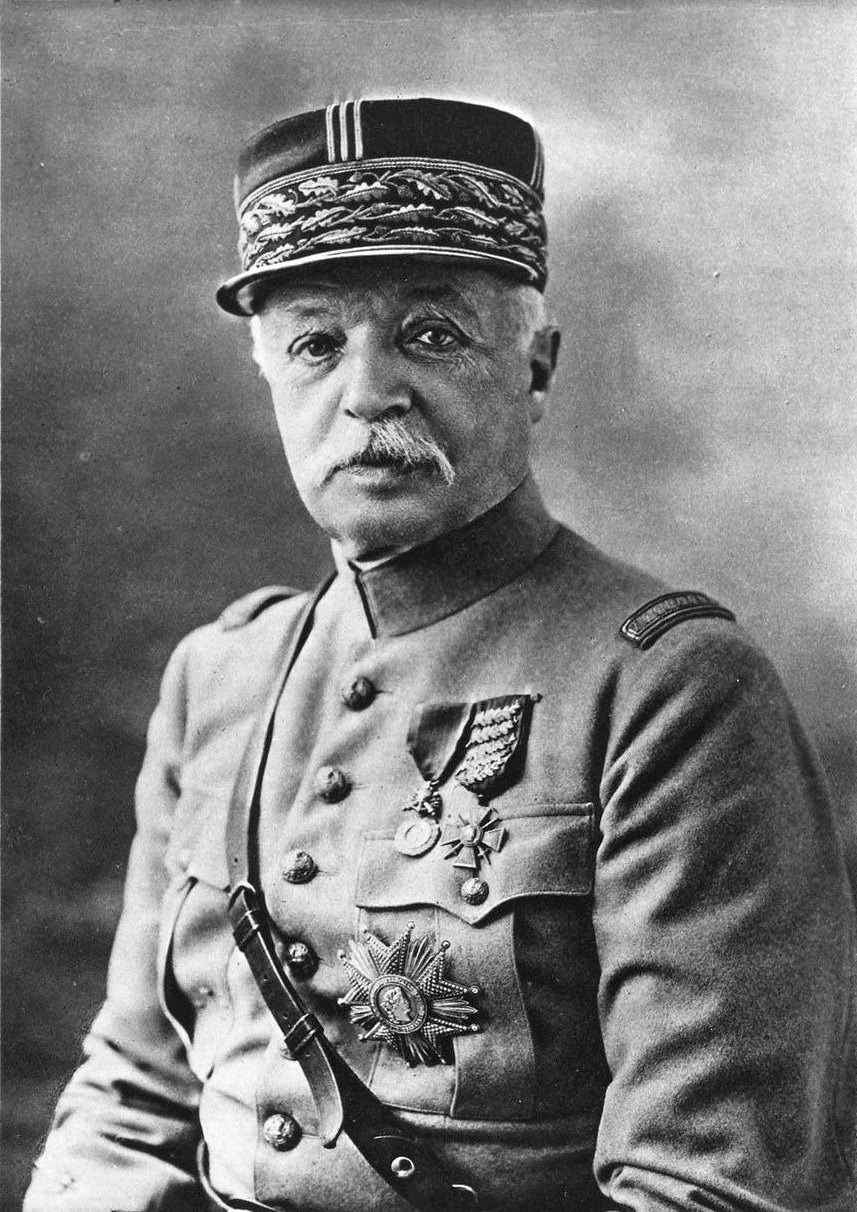
Le général Émile Fayolle.

Cette voie publique porte le nom de Marie Émile Fayolle (1852-1928), maréchal de France et vainqueur de la bataille de la Somme.

## Historique
Cette rue est ouverte de 1929 entre le boulevard Lannes et l'avenue Chantemesse sous le nom d'« avenue du Maréchal-Joffre » sur l'emplacement des bastions nos 55, 56 et 57 de l'enceinte de Thiers.
En 1931, elle est prolongée entre l'avenue Chantemesse et la place de la Porte-de-la-Muette sous le nom d'« avenue du Maréchal-Fayolle ».
Elle prend sa dénomination actuelle sur l'ensemble des deux tronçons par un arrêté du 25 avril 1933.
Elle est amputée en 1936 pour former l'avenue Louis-Barthou.

## Bâtiments remarquables et lieux de mémoire
- Extrémité nord de l'avenue : centre universitaire Dauphine.
- No 41 : square Robert-Schuman, séparé par l'avenue de Pologne du square du Général-Anselin.
- Face au no 45 se trouve l'un des derniers blockhaus, construit en 1941, qui protégeait l'un des postes de commandement de la Kriegsmarine[1].
- No 47 : de 1952 à 2007, siège des Expéditions Polaires Françaises créées en 1947 par Paul-Émile Victor.
- No 49 : jardin Claude-Debussy.
- Extrémité sud de l'avenue : ambassade de Russie en France.
- L'avenue longe le bois de Boulogne.